# Christian Ordóñez
Christian Nahuel Ordóñez (Moreno, Buenos Aires, 24 de julio de 2004) es un futbolista argentino de origen paraguayo, que juega como centrocampista y su equipo actual es el Parma Calcio 1913 de la Serie A de Italia.

## Estadísticas

### Clubes
Actualizado de acuerdo al último partido jugado el 21 de mayo de 2025.
| Club | Div.          | Temporada     | Liga  | Liga  | Liga   | Copas nacionales(1) | Copas nacionales(1) | Copas nacionales(1) | Torneos internacionales(2) | Torneos internacionales(2) | Torneos internacionales(2) | Total(3) | Total(3) | Total(3) |
| Club | Div.          | Temporada     | Part. | Goles | Asist. | Part.               | Goles               | Asist.              | Part.                      | Goles                      | Asist.                     | Part.    | Goles    | Asist.   |
| --- | ------------- | ------------- | ----- | ----- | ------ | ------------------- | ------------------- | ------------------- | -------------------------- | -------------------------- | -------------------------- | -------- | -------- | -------- |
| Vélez Sarsfield Argentina | 1.ª           | 2023          | 4     | 0     | 0      | 18                  | 0                   | 2                   | —                          | —                          | —                          | 22       | 0        | 2        |
| Vélez Sarsfield Argentina | 1.ª           | 2024          | 26    | 0     | 3      | 22                  | 1                   | 1                   | —                          | —                          | —                          | 48       | 1        | 4        |
| Vélez Sarsfield Argentina | 1.ª           | 2025          | 14    | 0     | 0      | 2                   | 0                   | 0                   | 5                          | 0                          | 0                          | 21       | 0        | 0        |
| Vélez Sarsfield Argentina | Total club    | Total club    | 44    | 0     | 3      | 42                  | 1                   | 3                   | 5                          | 0                          | 0                          | 91       | 1        | 6        |
| Total carrera | Total carrera | Total carrera | 44    | 0     | 3      | 42                  | 1                   | 3                   | 5                          | 0                          | 0                          | 91       | 1        | 6        |
| (1) Incluye datos de la Copa Argentina y Copa de la Liga Argentina. (2) Incluye datos de la Copa Libertadores y Copa Sudamericana. (3) No incluye goles en partidos amistosos. |               |               |       |       |        |                     |                     |                     |                            |                            |                            |          |          |          |

## Palmarés

### Títulos nacionales
| Título           | Club            | País      | Año  |
| ---------------- | --------------- | --------- | ---- |
| Primera División | Vélez Sarsfield | Argentina | 2024 |